# Санкт-Килиан
Санкт-Килиан (нем. St. Kilian) — упразднённая община в Германии, в земле Тюрингия. Входила в состав района Хильдбургхаузен. Население составляло 2986 человек (на 31 декабря 2010 года). Занимала площадь 54,88 км². Община подразделялась на 5 сельских округов.